# 文学における近親相姦

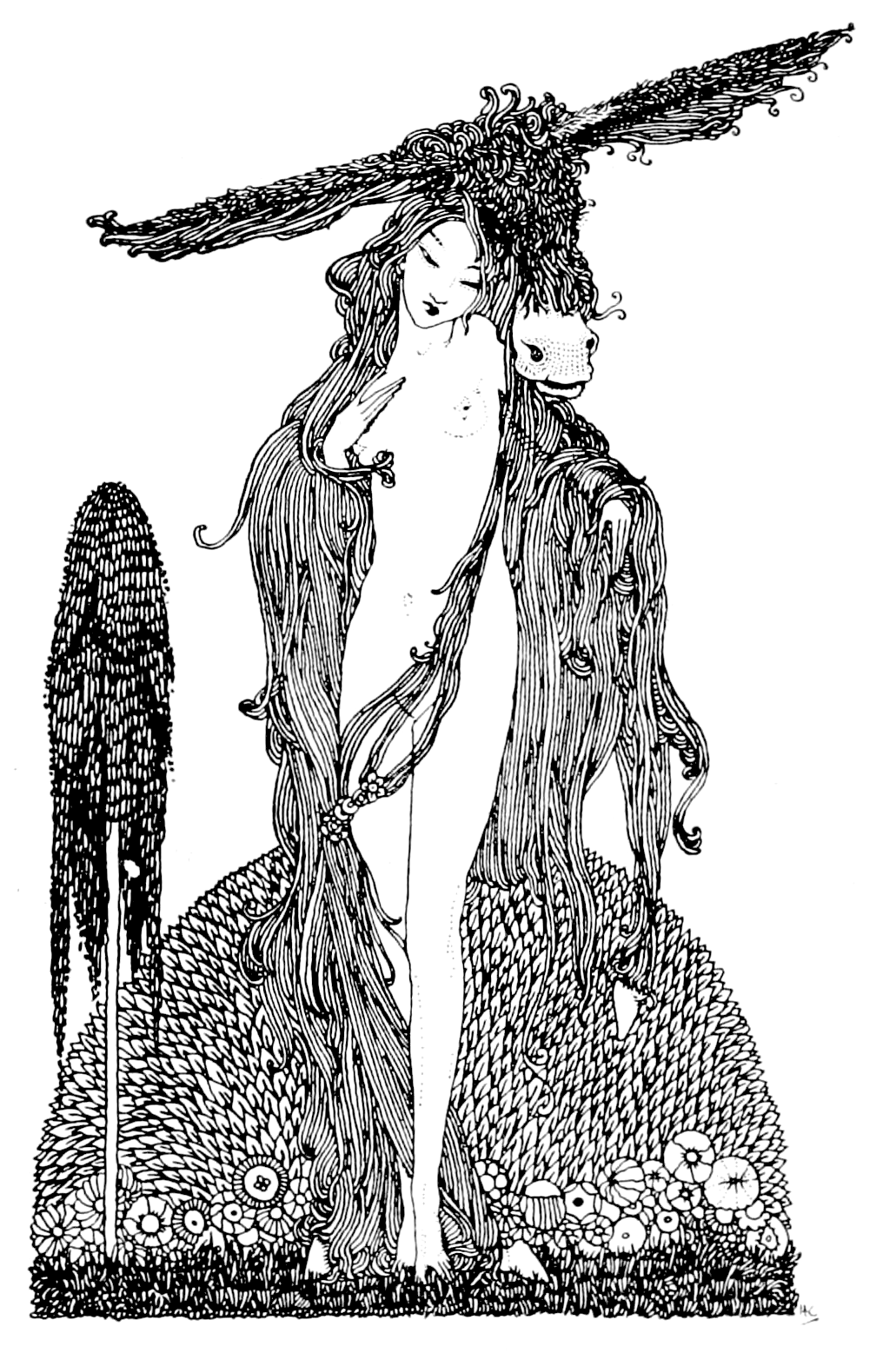
シャルル・ペロー『ロバの皮』の挿絵。ハリー・クラーク画。妃に先立たれた「青の国」の王は一人娘に求婚した。

文学における近親相姦（ぶんがくにおけるきんしんそうかん）では、小説をはじめとする文学の題材として近親相姦を取り扱ったフィクション作品について述べる。歴史上または現実社会の近親姦について扱ったノンフィクション作品等については本項では述べない。
- 音楽、漫画・アニメ、ゲーム等については、大衆文化における近親相姦を参照。
- 映画・テレビドラマについては、映画とテレビ番組における近親相姦を参照。
- 民話・神話については、民間伝承における近親相姦を参照。

## 概要
文学表象における近親相姦は、人間関係の秩序に対する常識的想像力に揺さぶりをかけるモチーフとして用いられてきた。ジョージ・スタイナーによると、兄妹の結合から生まれた者のみが神々の黄昏と人間の曙光をもたらすことができるという伝記的、文学・芸術的な資料は山のようにあり、1780年から1914年まで、多くの伝記や戯曲・小説において近親相姦が描かれている。
西洋では『オイディプス王』や『ハムレット』など、古来より近親相姦をテーマにした作品が生み出されてきた。『ハムレット』の扱っているのは亡夫の弟との結婚ではあるが、近親相姦的な意味合いを感じて悩む息子像が描かれる。17世紀のジョン・ミルトン作『失楽園』ではサタンは娘と交わって子供たちを産ませた。トニー・タナーはシェイクスピアの『ペリクリーズ』から「文学において描かれる姦通は過度の多弁を引き起こす場合があるのに対し、近親相姦は沈黙および発話の抑止を引き起こす」と指摘している。
フランスにおいては、兄弟姉妹間の純粋な優しさとしての愛、また性的欲望を伴う愛が描かれるのは、19世紀以降の文学において顕著となる。19世紀の文学においてはそれ以前の時代よりも遥かに強く兄弟姉妹間の関係が描かれるようになるが、作家たちの人生においても、兄弟姉妹との親密な愛は感情生活の大きな要素をなしていた。スタンダールと妹ポーリーヌ、バルザックと妹ロール、エルネスト・ルナンと姉アンリエット、ウジェニー・ド・ゲランと弟モーリスなどがその例である。また、近親相姦が喜劇として描かれる場合もあり、マルグリット・ド・ナヴァルの『エプタメロン』では、実母と関係して得た娘と交わった男の話が描かれるが、シリアスなものではなく、一同の笑いを誘う滑稽譚となっている。
ドイツのシュトゥルム・ウント・ドラングでは、兄妹、姉弟の間の恋愛感情というのは非常に好まれた主題だった。
ミステリー小説の分野においては、島田荘司は「かつてアガサ・クリスティの時代は、母と息子の性的関係や、母と娘の戦いといったことを題材にすることはミステリーの世界では倫理的に敬遠されていた」と述べている。
日本においても、平安時代の紫式部による『源氏物語』で義母と息子の近親相姦が描かれたことは有名である。雑誌『猟奇』の1928年10月号に掲載された兄妹の近親相姦を匂わせる夢野久作の『瓶詰の地獄』など、近親相姦は文学のモチーフの一つであった。性暴力として描かれる場合もあり、太宰治は1933年発表の短編『魚腹記』で「ぼんじゅ山脈」なる場所を舞台に、酒に酔った父に強姦される娘の姿を描いた。太宰の故郷である青森県津軽地方に「梵珠（ぼんじゅ）山脈」が実在する。
近年では、1967年のガブリエル・ガルシア＝マルケスの『百年の孤独』で甥と叔母の近親姦が描かれている。また、ロバート・A・ハインラインのいくつかの短編小説にも近親相姦は描かれている。
小説『ロリータ』（ロリータ・コンプレックスの語源）で知られるウラジーミル・ナボコフも、1969年の『Ada or Ardor』で近親相姦に満ちた家庭を描いた。J・M・クッツェーはナボコフとムージルを例に挙げ、近親相姦はかつて文学の大きな主題だったが、今はそうではなさそうだと述べている。その理由として、セックスを疑似的な宗教体験とする（故に近親相姦を神々に対する挑戦とする）概念が霧散してしまったからかもしれないと予想している。

### 前近代
アリストテレスは『詩学』において創作物理論を展開しており、この中ではソポクレスの『オイディプス王』が悲劇作品の傑作としてしばしば引き合いに出されているが、藤沢令夫はソポクレスの作品がアイスキュロスの関連作品に比して恐ろしいのは、オイディプスが父親を殺し母親と結婚する事態になったのは自分自身のダイモーンが原因であって、そもそも父親であるライオスがオイディプスという子供を作ったせいなどではないとされている点にあるという。河合祥一郎は、ソポクレスが『オイディプス王』で主題としたのは、日本語で「運」などと訳される「テュケー」であるとする。なお、エウリピデスの『フェニキアの女たち』ではイオカステはオイディプスとの間にできた息子達が死ぬまで生きていることになっているが、これはソポクレスはイオカステは「母」でもあるが「女」でもあるとするのに対し、エウリピデスはイオカステはあくまで「母」であると解したためだと河合祥一郎は論じている。ソポクレスの『コロノスのオイディプス』では、オイディプスは神霊となるが、こんな話にしたのはペロポネソス戦争で滅亡の可能性があったアテネの人々に対して、逆境に耐え不滅となった存在を提示したかったからではないかと吉田敦彦は論じている。マルキ・ド・サドは古典的悲劇のような体裁で『ユージェニー・ド・フランヴァル、悲惨物語』という近親相姦を扱った短編を執筆しているが、澁澤龍彦によれば父親と娘が一緒に家庭というものに対し反旗を翻すこの短編は、誤魔化してはいるが結局のところ作者自身の反家庭思想が表現されている作品なのだと論じている。澁澤龍彦は、近親相姦はこの上なく甘美なものだ、という固定観念を抜きがたく思っていると告白した上で、理由について相手の中に自分の自己愛を注入し、しかもそれを自分の目で見ることが出来るというユートピア的状況を想像してしまうからではないかとした。
『源氏物語』では桐壺帝の妻の藤壺と息子の光源氏の不倫が描かれるのだが、歌舞伎で桐壺帝を演じた市川團十郎に瀬戸内寂聴が不倫を分かっている設定でこの二人の間にできた子供を抱く演技をしたか否かについて聞いてみたところ、分かっているつもりで演技をしたと回答され、光源氏役の市川新之助は頓珍漢だったものの市川團十郎はちゃんと『源氏物語』を読んでいると田中慎弥に語っている。なお、藤壺と光源氏の最初の性関係の場面は書かれないのだが、この理由について三田誠広は、もし仮に女房らには語ったことがあったとしても、一条天皇に見せるのは畏れ多いと判断して写本に含めなかった可能性があると推測している。大塚ひかりは、藤壺というのが藤原彰子の局の名前であることに着目し、藤壺と光源氏の密通の話は彰子と敦康親王の親密な関係を背景に書かれたものかもしれないという見方をしている。橋本治は光源氏が息子の夕霧について「女にてなどかめでざらむ」というまるで父親が息子に欲情しているかのような表現があることについて触れた上で、これはそういうことではなく男同士が親密な関係にあることを意味する用語が紫式部の時代になかったということだろうと述べている。ウィリアム・シェイクスピアの作品である『ハムレット』はサクソ・グラマティクスが義理の姉との結婚をカトリックの価値観から近親相姦だと『デンマーク人の事績』で非難したことが基になっている。ハムレットにとってクローディアスは叔父でかつ義父ということになるのだが、ハムレット自信は母と叔父の結婚を快くは思っていない。河合祥一郎は、ハムレットが母が禍々しい行為に走ったのは結局は叔父への性欲が原因だと考えているため、ハムレット自身もオフィーリアに対する自身の性欲を憎んでいるのだと論じた。志賀直哉は『ハムレット』を題材に『クローディアスの日記』という作品を書いているのだが、宮越勉はこの作品が『濁つた頭』の草稿に描かれる義母との逸話に酷似していることから、志賀直哉自身の義母への性的欲望を反映した作品なのではないかと論じている。
『有明けの別れ』は、左大将に犯されていた継娘を助けようと左大将の姪が奮闘し、この姪と継娘が深い友情で結ばれる話なのだが、大塚ひかりはこのように男性嫌悪が女性同性愛的な傾向が同一の物語で描かれることは興味深いと評する。近松門左衛門の心中を扱った作品について大塚ひかりは若い頃は理解不能な部分があったとしつつも、神谷養勇軒の編纂とされる『新著聞集』には、大坂での話として、継父が継娘に恋慕したが継娘が出家者と家を出て行ってしまったため、継父は訴えを起こし継娘と出家者は二人とも斬首されてしまったという話があることを引き合いに出し、このような社会的背景の下では近松門左衛門の心中を扱った作品の受けが良いのももっともだと論じている。曲亭馬琴らの話をまとめた『兎園小説』には、父親を自称する男が娘と性関係を結ぼうとしたが、拒まれたので遊女にしようとし、それも嫌がったので短刀で殺害し、当然のことだと平然としていたが多くの人々はこれを許さず役所に訴訟を起こす事態となったことが文化14年の実際の事件として載っているが、曲亭馬琴はこの男は父親を自称しているだけで父親ではなかったのではないかと疑っていた模様である。

### 近現代
スタンダールが『アンリ・ブリュラールの生涯』で母親と接吻する描写を出したことについて、原田武はインセスト的ではあるものの不自然と言うには至らないとする。『アンリ・ブリュラールの生涯』というのはスタンダールの自伝のような作品とされているのだが、恋慕の対象として描写されているスタンダールの母親は実際にはスタンダールが7歳の時に亡くなっているわけで、大岡玲は憎しみの感情が混ざっている夏目漱石とは異なる部分もあるものの、同様にスタンダールも母親がいないがゆえにそれを求めてしまう人間だったのだなと分析している。夏目漱石は『行人』においてダンテの『神曲』での兄嫁と義弟の恋愛話を取り上げている。夏目漱石が登場する貧農を獣に喩えた長塚節の『土』のように村における父と娘の近親相姦をそれとなく暗示したとされる作品もあるが、水上勉は、村社会で父親と娘あるいは母親と息子が孤独さの仲で結ばれたとしても、誰も非難できないであろうと論ずる。

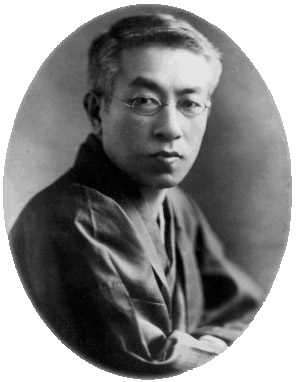
島崎藤村

島崎藤村は自らの体験を基にして、姪との恋愛を題材にした『新生』という小説を書いたが、自分のための作品であって姪に対しての配慮がろくになされていないということで、単なる偽善ではないかと芥川龍之介は『或阿呆の一生』で批判したとされる。ただし、小谷野敦は『或阿呆の一生』で述べられているのはダンテの『新生』のことではないかと指摘する。田山花袋は、島崎藤村の『新生』を読んで、島崎藤村が自殺してしまうことを危惧したが杞憂に終わった。芥川龍之介は母親に性的に奉仕することが息子にとっての親孝行になりうるということを題材にした箴言を『侏儒の言葉』に残している。母親との性行為を息子にとっての奉仕のような行為として描いた『触角記』の著者である花村萬月は、実際に母子姦は頻発していると主張した。
太宰治は『魚腹記』において父と娘の近親相姦の話を取り上げているが、太宰治自身の入水未遂事件を話題にしているとみられる大蛇への変身譚の挿話と異なり娘が鮒に変身するという話になっているのは、父親に処女を奪われた娘に対する太宰治なりの温情なのではないかと寺山修司は「「魚腹記」手稿」で論じている。一方、鈴木貞美は「太宰治――虚構への転生」で、『魚腹記』の娘が大蛇ではなく鮒になったのは家によって犯された津島修治自身が、その家に対しての復讐に失敗したということを意味するのではないかと論じた。鈴木貞美は『魚腹記』は形態としては民話のように書いているが、これは近代小説を超越するためにあえてこのような形態にしたのであり、娘を犯したことについて父親は罪を負わないという内容はまったくもって伝説の父娘相姦のありようとはいえないと指摘している。鶴谷憲三は「「魚腹記」の「語り」」で、語りによって伝説や民話っぽくすることで、父親が娘を犯すという忌み嫌われる内容がより自然に受け入れやすくなると指摘した。『魚腹記』の近親相姦の性描写が暴力的なことについて笠原伸夫は「太宰治における死とエロス」で、これは愛というものは痛みが伴うものであり、痛みなくして愛の甘美な側面を描くことなどできないと作者が考えていたためだとしている。相馬正一は太宰治が自身の思い出を作品にした『思ひ出』について、育ての親である叔母に似た人物を好きになったという話なので近親相姦の話だろうとするが、花田俊典はこれはそうではなくただ単に叔母達に愛されていた過去には戻れないのだという悲しみを綴っただけだろうと論じている。
三島由紀夫は「肉欲にまで高まった兄妹愛というものに自分は昔から最も甘美なものを感じ続けてきた」と自身の戯曲『熱帯樹』の解題で述べており、自身も『音楽』、『熱帯樹』などの近親相姦を含んだ作品を執筆している。三島由紀夫は夭折した実妹、美津子について「ふしぎなくらい愛していた」と『終末感からの出発―昭和二十年の自画像』で回想し、妹の死が以後の文学的情熱を推進する出来事の一つだったと論じている。平岡兄妹と親しかった湯浅あつ子は、三島由紀夫は妹を女（異性）として第一番に感じ、それは肉親愛ともちょっと違う初めての「愛」だったのだと思えるとしている。中上健次は被差別部落を舞台に、囚人となった入れ墨を全身に施した父親に対する復讐として、売春婦である異母妹と交わり異母弟を殺害する『枯木灘』という小説を書いたが、樋口ヒロユキは被差別部落を出自に持つ中上健次はこの作品を通して身分制度とエロスを結びつける三島由紀夫を批判したかったのではないかと論じている。新藤謙は、今村昌平の近親相姦を扱った作品に着目し、今村が近親相姦を肉親の最高の親愛、あるいは性の愉悦の極北と捉えているかどうかはつまびらかでないとした上で、そこに基層社会の猥雑さと貧困、また性のおおらかさを見ていることは確かであろうと指摘している。無人島に愛の巣を築こうとする兄妹を描いた『神々の深き欲望』は近代への反措定と古代への憧憬があり、そこからは今村が近親相姦の性の親和力の面に力点を置き、近親相姦を断罪しようとはしない姿勢と、基層人間への愛情が読み取れると分析している。
山本周五郎の『季節のない街』には、「がんもどき」という育ての父親に性的虐待を受ける少女についての話がある。この男性と少女の関係性は、少女から見て母の姉の夫であるが、自分たちが戸籍上の親だという男性の台詞もある。中野新治は「善悪を超えた世界の住人たち」において、この少女の自分が死にたいと思ったとき、少年に忘れられたくないということで刺したという証言について、マルティン・ブーバーの「我と汝」と「我とそれ」の概念を引き合いに出し、伯父にとって性欲の捌け口すなわち「それ」でしかなかった彼女が、少年とは「我と汝」の関係でありたいと願う心がこのような行動を引き起こしたのだと論じた。
倉橋由美子の『聖少女』は、父親と近親姦関係となった少女の存在しない母の恋人についての空想を描いた小説であるが、この話は後に作られた自分を養女として引き取った男が実は実の父親であると暗示される桜庭一樹の『私の男』に通じるところがあると上野千鶴子は指摘する。性関係を結んだかつての恋人の娘が実の娘という題材は、中村文則の『あなたが消えた夜に』でも父親側からの語りとして用いられている。桜庭一樹は、少年は殺人者になることによって現実を超越しようとするのに対し、少女は近親相姦で俗物たる大人の頭上を越えようと考えると倉橋由美子の『聖少女』の解説で記述している。倉橋由美子は、自身が近親相姦を小説に書く理由について、「真実を突きつけてショック療法を行うというような意図は全くない」と断った上で、「『近親相姦をいかにして聖化するか』という課題に魅力を感じるから」と述べており、自身の「理論」からいけば最高の組み合わせは双生の姉弟（兄妹）であるとしている。矢川澄子は、相思相愛の兄妹というテーマは、各種の男女の愛の形式の中でも最も純粋で、かつまた宿命的に悲劇性を帯びたものとして私の心を捉えてやまないものの一つであると述べている。兄妹といったが、場合によっては姉弟でも起こりうるだろうし、何なら男女二卵性の双生児だってよいとしている。また、兄弟姉妹の間に真に緊密な一体感が生まれるためには、互いに物心が付く前から相手が存在していた方がよく、したがって年の差は大きすぎない方がよいともという。宮沢賢治と妹とし子の関係について触れ、妹の存在が宮沢賢治に与えた影響の大きさを指摘している。
近親者間の性愛を書いた作品を描くことが複数あった野坂昭如は、ただ単に欲望を持つというだけならばともかく、父親が幼い娘に、あるいは母親が年少の息子に性行為をするのは、みっともない行為であると主張する。野坂昭如の『エロ事師たち』には義母に性行為を強要されそうになった男が義母について蛍を潰したような臭いがしたという話があるが、同じく蛍が登場する野坂昭如の『火垂るの墓』にもよく見ると兄が妹に欲情する描写があり、これらの作品では蛍は性的な存在としての女の喩えとなっていると樋口ヒロユキは論じている。筒井康隆の『エディプスの恋人』には主人公の女性が恋人の母親に憑依され宇宙に偏在する精神体となり、恋人はその母親に憑依された自分と性行為をして童貞を喪失するという描写があるのだが、青木はるみはこの表現について別に息子の主観としては母親ではないのだから気色悪い表現ではないと述べる。内田春菊の『ファザーファッカー』は養父に性的虐待を受けた自身の経験を基にした自伝風小説ということで売り出したが、本人はこれは商業上致し方なくやった部分があって、本当はただのお話として読んでほしかった旨を語っている。『ファザーファッカー』の新装版に収録された内田春菊の「25年後のあとがき」によれば、この小説を長編として仕上げるよう勧めたのは筒井康隆であったという。ちなみに、『ファザーファッカー』がイタリア語に翻訳されたのが漫画の『南くんの恋人』より早かったため、ボローニャ大学に内田春菊が行った際にはてっきり小説家だと思っていたと言われたとのことである。佐野眞一は、天童荒太の『永遠の仔』で父親に近親姦をされた女性が扱われていることについて触れた上で、近親姦があったかどうかは判断を留保しつつもこの小説の家族の構造は東電OL殺人事件の被害者の家族の構造と似ている気がすると指摘している。
村上春樹の『ねじまき鳥クロニクル』は、それまで三島由紀夫が自決しようとどうでもいいといったポストモダンな小説を書いていた村上春樹が歴史や政治を扱う小説家になったと評されるきっかけとなった作品で、ノモンハン事件を扱っているのだが、同時に妹に対して近親相姦的欲望を抱く兄が登場する話でもある。村上春樹が『少年カフカ』で述べるところによれば、『海辺のカフカ』はオイディプス伝説を基にした部分があるとのことである。ただし、村上春樹は『少年カフカ』で、母親的存在は実際には母親ではないので、交わったところで近親相姦にはならずあくまでメタフォリカルなものにとどまり不自然さはないと述べている。清水良典は『海辺のカフカ』についての解説で、田村カフカが母親かもしれない佐伯とセックスするという表現は、小説内の現実として描かれているわけではなく、深層心理をメタファー化しているわけだと指摘した。清水良典は、父親が死ぬことで物語が動き出す『1Q84』も、潜在的には『海辺のカフカ』に描かれたエディプス的なモチーフを引き継いでいると論じた。東野圭吾の『秘密』は、死んだ妻の魂が娘に宿るという設定なのだが、井上ひさしは設定自体は評価しつつも、内容が近親相姦的なため作者自身がきつい内容に耐え切れずについ常識的な作品に仕上げてしまったように見えると指摘した。皆川博子は、娘としての肉体を持つ妻と夫は性交渉できるのかという内容を、東野圭吾は誠実に冷静に描こうとするわけであるが、これは東野圭吾の作家としての理念に基づくものだと自分は考えていると『秘密』の文庫版解説で評している。川上弘美の『水声』は姉と弟の近親相姦を扱った作品なのだが、文庫版解説を執筆した江國香織は執筆の際に浮かんだ「一般的」という言葉について、そもそも「一般的」とはどういうことなのかと考え込んでしまったと述べている。村田沙耶香の『消滅世界』では夫婦が行う性行為が近親相姦として扱われるが、斎藤環は『消滅世界』のこのアイディアには自身が特別に感動したと語っている。
永田守弘は、官能小説においては近親相姦などの男女関係の要素にフェティシズムなどを組み合わせることで多様なストーリー展開が生み出されていると指摘する。永田守弘は、藤堂慎太郎による著作『ママの美尻』で母親と息子のアナルセックスが扱われていることを例にとり、官能小説の世界では尻フェチが高じてアナルフェチに至る場合もあると論ずる。櫻木充の『僕と義母とランジェリー』では息子との性行為の際の潮吹きや陰核の脈動の描写があるのだが、永田守弘はこのようにエクスタシー表現においては「イク」という台詞にいかなる表現を伴わせるかが重要であると論じた。藍川京は、自らの作品『継母』を引き合いに出し、関係する相手としては継母という設定の方が他人という設定より官能小説向きだし、実際継母との性関係を扱った話は人気もあると述べている。
デーヴィッド・ハーバート・ローレンスは、親子の間には生物学的に性的には惹かれあわないという特徴があると考える。ローレンスは、家族の愛はあくまで基底的なものであり、それが大人同士のような愛に発展するなどということはありえないと論じた。その一方でローレンスは、仮にまったく肉体的なものでなかったとしても強烈な親の愛は子供の性的な中枢を刺激するものであると論じている。ローレンスは、精神的な近親相姦は本能的な嫌悪の対象に比較的なりにくいため肉体的な近親相姦より問題だと述べ、思春期以後の家族は相互にタブーな存在として接触の制限が行われるべきだと主張した。
アナイス・ニンは30歳の時、音楽家であった実の父親ホアキン・ニンとの近親相姦を体験し、そのことを自身の日記に肉体的な性交の描写に留まらず、自身のあらゆる感情について克明に記録し、出版した。エリカ・ジョングは父娘間の性交を扱った自著『ファニー』が映画や舞台になる際、それらを担当した脚本家がその部分をどうしても変えるといって聞かなかったという出来事に触れ、当時の近親相姦のタブーの強さを指摘し、アナイス・ニンはこのタブーを自分の人生によって破り、しかもそのことを書くという今まで誰もやったことがない大胆さを持っていたと述べた。エリカは20世紀が終わるにあたって、アナイス・ニンの革新性は文学の一部となり、女性文学の中で近親相姦を描写することのタブーは破られ、現代の女性作家はニンの世代が夢想したこともない驚くほどの作劇上の自由を手にしていると評価している。アナイス・ニンの愛人だったオットー・ランクはアナイスから彼女と父親との性行為の話を聞いた際、「あなたは人生を神話のように生きようとしている」と評した。ジュディス・ハーマンは、ウラジーミル・ナボコフの『ロリータ』においては義理の父親が義理の娘に誘惑されるという話が扱われていることを指摘した上で、男性誌で扱われている実話ということにされている話について話の流れが似ていることから『ロリータ』を芸術的に劣化させた話のように感じられてならないと感想を述べている。アメリカにおいては、性的自由の風潮が育ってきたことによるものかどうかは判定するのは難しいが、近親相姦を扱った漫画や映画、書物は増加しているとされ、1921年から1930年の間に封切られた長編映画で近親相姦を含むものは全6606本のうち6本だったのに対し、1961年から1970年の間では全5775本の内79本あった。近親相姦を扱った物語の内容としても、『オイディプス王』に見られるような悲劇のテーマとは異にしてきており、暗い結末を持っておらず、性的束縛に対する全体的な挑戦の一つとして映画や書物の中で気軽に扱われるのが流行してきている。リチャード・ガートナーは、映画においては少年と関係する年上の女性が経験豊富で魅力的な女性として描かれることが多く、『好奇心』のようにこの考えをそのまま母親と息子の関係に当てはめた作品もあると指摘する。
ワーナー・ソラーズは近親相姦と混血が正反対の位置にあるにもかかわらず、奴隷制を持つ社会を舞台としたフィクションでの表象においてはしばしば密接な関係を持って描かれると指摘している。ナサニエル・ホーソーンの母方の4代前の祖先のニコラス・マニングは、自身の二人の妹と性的関係を結んでおり、またホーソン自身も姉のエリザベスと固着的な姉弟関係を持っていた。岩田強はホーソンにとって聡明な姉のエリザベスが常に発達同一化の対象であったと指摘している。また、エリザベスが生涯独身であったことについて触れ、彼女が弟を愛し崇拝していたということ、また弟の結婚相手を憎悪していたということを慮ると、近親相姦的感情の存在は否定しきれないと分析している。テネシー・ウィリアムズは少年時代より唯一の遊び相手だった姉のローズと仲が良かったが、精神を病んだ姉が自身の知らない間にロボトミー手術を受けて廃人となってしまったことで、結婚もせず、生涯償いであるかのように姉の面倒を見ることになった。姉ローズへの思いは、『浄化』『ガラスの動物園』『欲望という名の電車』『二人だけの芝居』といったテネシーの作品の中で登場人物の中に投影されていて、それは時に痛みを伴うものであり、時には近親相姦を思わせるものでもあるという。
トーマス・マンは『選ばれし人』、『エジプトのヨセフ』など近親相姦を扱った作品を執筆しているが、トーマス・マンが育った一家には性的色彩を濃厚に帯びた兄妹愛が存在していたことが長男ハインリヒ・マンの著作などから指摘されている。長男ハインリヒと次女カルラ、次男トーマスと長女ルーラのそれぞれの組み合わせには恋愛感情ないしはそれに近いものが存在していた。また、トーマス・マンが妹カルラに宛てた短編『衣装戸棚』の内容から、トーマス・マンはもう一人の妹である次女カルラにも性的な愛情を向けていた可能性があるという。トーマス・マンは双子の兄妹の近親相姦を扱った『ヴェルズンゲンの血』を書く数か月前にカーチャ・プリングスハイムを妻にしているが、彼女は双子の兄にクラウス・プリングスハイムがおり、トーマス・マンは『ヴェルズンゲンの血』が何らかの出来事の焼き直しであるということを示唆する手紙を書いていた。そのため、『ヴェルズンゲンの血』はプリングスハイム家の双子の兄妹をモデルにしていると話題になった。高山秀三は近親愛は他人よりも自分に近い者への愛としてナルシシズムを原点に持つと述べ、近親愛に関心があったトーマス・マンと三島由紀夫をナルシシズムの観点から共通性が見い出されると論じている。パーシー・ビッシュ・シェリーは、自身の著作『チェンチ家』『レイオンとシスナ』『ロザリンドとヘレン』で近親相姦を扱っているが、「近親相姦は、非常に詩的な題材である。それは、愛情の過度か憎悪の過度かのいずれかである。それは、最高の英雄的な行為の栄光に身を包むもののために、他の総てを無視するものであるか、或いは、利己主義と嫌悪に耽る目的のために、思想の内にある善と悪の観念を混同し、これらを無視する冷笑的な憤怒であるかのいずれかである」と述べている。マルグリット・ユルスナールは文学における近親相姦の歴史を『姉アンナ…』の自作解説で振り返り、父娘や母息子の場合は双方の意志に基づかないものが多く、兄弟姉妹だけには意志的なものが成り立つと主張した。マルグリット・ユルスナールは近親相姦が可能性の状態で人間の感受性の中に偏在していることは神話や伝説、夢想、統計、新聞記事などが充分に証明していると述べた。

## 文学における近親相姦的家族
- ジョン・フォードの『あわれ彼女は娼婦』(1629年から1633年)は、多くの論争を引き起こした初期の例の一つである。
- マルキ・ド・サドの『ソドム百二十日あるいは淫蕩学校』(1785年)、『閨房哲学』(1795年)、『ジュリエット物語あるいは悪徳の栄え』(1797年)は、全て近親相姦の詳細な描写で満ちている[97]。
- 1969年に書かれたサミュエル・R・ディレイニーの小説、『ホッグ（英語版）』もまた、近親相姦の詳細な描写が多く描かれている。ポール・ディ・フィリポによると、ディレイニーは一般的とみなされる性的関係の境界を押し広げようとしていた[98]。
- ガブリエル・ガルシア＝マルケスの百年の孤独 (1967年)では、叔母と甥の間で起こることを含む、近縁度が大きかれ小さかれ、いくつかの近親者間のセックスがある[99]。他の文学作品では、双子の兄妹が精神が浄化されるような性行為を共有しているアルンダティ・ロイの『小さきものたちの神（英語版）』のように、結果がそれほど重大なものではないことを示している[100]。
- ウラジーミル・ナボコフの小説『アーダ』(1969年)では、主人公ヴァン・ヴィーンの複雑な家系における近親相姦関係を重要に扱っている。主にヴァンと妹のアーダ、アーダと妹のリュセットの間に性的関係の明白な瞬間がある。ナボコフは、必ずしも近親相姦に内在する可能性のある社会的、またはその他の複雑さや結果を、他者から隠さなければならないタブーとして扱うわけではない[101]。アーダで見られる近親相姦は、主に近親相姦関係を経験した登場人物の思索を表現するためのものだったと思われ、この時期のナボコフの小説における『ロリータ』の小児性愛や、『青白い炎（英語版）』の同性愛など「性的違反」の他の例と同様の効果を出しているものである。
- ロバート・A・ハインラインの『愛に時間を』(1973年)と『落日の彼方に向けて（英語版）』(1987年)では、登場人物が近親相姦に賛成する主張をしている[102]。
- 近親相姦及び近親交配は、V・C・アンドリュースの作品において頻繁に扱われている題材である。『ガーディアン』のリジー・グッドマンは、近親相姦を他の暗い題材の中でも、「暗い」側面を探求するための「衝撃的だが必要な」題材として挙げている[103]。
- アン・ライスのメイフェア家シリーズ(1990年–94年) 3部作は、重い近交系の魔女の一家について扱っている。論争の中で、ライスは彼女の小説が若い女性と自由な愛の選択者の代理を務めていると述べた[104]。登場人物の一人、ある父親の子供は、彼の妹であり、娘であり、孫娘である。
- V・C・アンドリュース(上記参照)の小説“ドーランギャンガー”と銘打たれた小説群は、明らかに近親相姦が根本にあるダイナミックで非常に機能不全な家族を描いている『屋根裏部屋の花たち（英語版）』コリーンは彼女の子供達に彼らの父親、クリストファーが半血叔父であることを明らかにする。その後、クリス・ジュニアは彼の妹キャシーをレイプする。続編『炎に舞う花びら（英語版）』では、キャシーはクリスの子供を妊娠しており、流産する。本の終わりに、彼らは一緒に逃げて、結婚する。前編、『影の庭（英語版）』では、マルコムが彼の継母、アリシアをレイプし、その妊娠からコリーンが生まれた。マルコムはアリシアに支払い、彼女の息子・半血弟とコリーンのもとから去る。数年後、アリシアは死に、彼の息子クリストファーが留まる。それは、彼が半血姪だと思っているが、半血妹であることを知らないコリーンと会うということである。彼らは恋に落ち、後に一緒に逃げて結婚し、4人の子供を持つ。程度は低いが、このダイナミクスは、残りの2つのドーランギャンガーの小説『刺があるなら（英語版）』と『昨日の種（英語版）』にも現れている。
- 近親相姦はG・R・R・マーティンのベストセラー『氷と炎の歌』シリーズの主題を担い、シリーズ内では近親相姦のサディスティックな異常が描かれる（下記のフィクションにおける双子間の近親相姦も参照）。
  - シリーズが始まる前に7つの王国を統治したターガリエン王朝は、古いヴァレリアンの血統を純粋に保つという伝統を持っていることから、しばしば近親婚を行っている。これには、姉妹と結婚した最初のターガリエン王エイゴンと、ジェイへイリス2世とシャエラの兄妹婚によって生まれた狂王の通称で知られる最後の王エイリス2世の例も含まれる。
  - 『ローグ・プリンス（英語版）』と『王女と女王（英語版）』の主人公であるエイゴン2世は、全血姉妹であるヘラエナと結婚した。彼の半血姉妹のレイニラは、叔父のデーモン・ターガリエンと結婚した。
  - ワイルドリング・クラスターは彼の娘と結婚し、その結婚から生まれた娘とさえも結婚する。
  - ユーロン・グレイジョイは子供の頃、彼の最年少の完全兄弟であるアーロンとアリゴンをレイプしたことが明らかになった。
- J・R・R・トールキンの『シルマリルの物語』では、記憶喪失になっている間に近親婚が行われる。
- J・K・ローリングのハリー・ポッターシリーズにおける主な敵対者、ヴォルデモート卿は、いとこ同士で結婚することで知られるゴーント家の子孫である。
- 平岩弓枝の小説『日野富子』(1971年) では、息子を自らの傀儡にしようとして交わる母が描かれる。
- 藤井重夫の小説『家紋の果』では、息子が売春婦に使う金が欲しいからと母に身体を与える。

## 文学における双子間の近親相姦
創作における双子間の近親相姦は「ツインセスト」と呼ばれ、文学作品でもしばしば取り上げられる。
- ドナ・タート（英語版）の1992年の小説『シークレット・ヒストリー（英語版）』では、登場人物チャールズとカミラ・マコーレーは二卵性双生児の双子兄妹であり、明確に性的な近親相姦関係を持っている。チャールズは後にカミラによって罵られるが、そのロマンチックかつ性的な関係はナレーションによって明示的に非難されない。
- ツインセストはジョージ・R・R・マーティンのベストセラーファンタジーシリーズ『氷と炎の歌』 (1996年以降)に影響を与えている。ドラマ化された『ゲーム・オブ・スローンズ』では、いくつかのシーンが非合意ではないか議論され、一部の批評家は過度に搾取的ではないか議論を試みるよう指示した[105]。ドラマでは、女王サーセイ・ラニスター（英語版）の子供は、彼女の双子の弟ジェイム・ラニスター（英語版）とセックスした結果生まれた子供だった。調査の結果この事実が明らかになるが、ロバート・バラシオン王は彼の妻の子供が不義の子供であったこと知る前に内戦で死亡する。
- 大江健三郎の『同時代ゲーム』（1979年）でも小宇宙と呼ばれている集落の重要人物である主人公の双子の間に近親相姦関係がある。双子の妹へ兄が出した手紙が歴史的資料として出版されているという設定で、投函前に著者が削除した手紙の箇所で行為の内容が詳細に書かれている。

## 文学における兄弟姉妹間の近親相姦

### ファンタジーフィクション
- 荒俣宏の歴史ファンタジー（英語版）小説、『帝都物語』(1985年–89年) には、近親相姦を含むサブプロットが書かれている。大蔵省の官吏の青年は妹と交わり、娘を作る。これが主人公加藤保憲の計画を破る行為となっている。
- デイヴィッド・エディングスの『エレニア記』3部作(1989年–92年)では、エラナ女王の父親アルドレアスは、実の妹であるアリッサ王女と近親相姦した。彼女は最初、彼と結婚する意志をもって青年期に彼を誘惑しており、顧問の一人がそれを可能にする曖昧な法律を見つけたが、主人公の父親によって妨害された。事件は、エラナの母親が死亡した後に再開し、王の死まで続いた。その時、アリッサは修道院に閉じ込められた。
- J・R・R・トールキンの『フーリンの子供たち（英語版）』(2007年), の登場人物トゥーリンとニエノールは兄妹だが、彼らが初めて合って、龍のグラウルングに纏わるニエノールの思い出を語り合っていた時に、偶然に近親婚を行う。ニエノールが妊娠した後、グラウルングは彼女の記憶を回復させ、彼女と彼女の兄は悲しみから自殺する。これは、トールキンの『シルマリルの物語』、『終わらざりし物語』と『ブック・オブ・ロスト・テイルズ（英語版）』などの短編で展開されている。この物語は、カレワラのクッレルヴォ（英語版）の話に基づいている。

### サイエンスフィクション
- 近親相姦は、SF小説の2人の著名な作家であるアーシュラ・K・ル＝グウィンとロバート・A・ハインラインの作品にも現れる。ル＝グウィンの短編『九つのいのち（英語版）』(1969年) には、同一人物の10人のクローン（5人が男性で5人が女性）がおり、その親密な関係には近親相姦が含まれている。彼女の小説『闇の左手』(1969年)には、タブーにもかかわらず仲間の内の2人の兄妹の話が含まれている。
- フィリップ・K・ディックの小説、『流れよ我が涙、と警官は言った』(1974年)では、マクナルティ検査官は彼の妹と性関係にある。
- ピアズ・アンソニイの『バイオ・オブ・ア・スペース・タイラント（英語版）』(1983年 - )の主人公の少年は、彼が15歳の時に12歳の妹と性交している。

### 歴史小説
- トーマス・マンの『選ばれし人』 (1951年) は、意図的ではない近親相姦の霊的結果を探求している。彼の短編『ヴェルズンゲンの血』もまた、ワーグナーによって明示的に描かれたジークムントとジークリンデの兄妹相姦について描いている。
- キャロリン・スローター（英語版）の1976年の小説『ストーリー・オブ・ザ・ウィーズル（英語版）』(アメリカ合衆国では『リレーション』で知られている)は、1880年代に起こった主人公キャシーと兄クリストファーの近親相姦関係を描いている。
- ゲイリー・ジェニングス（英語版）の小説『アズテック（英語版）』(1980年)の脇筋では、登場人物ミクストリと彼の姉ティチトリニの性関係か描かれる。彼らはその関係を両親や彼らの社会―死をもって罰せられる―から秘密にしている。子供時代から思春期にかけて、関係を持ったが、彼らは彼女の死によって離れ離れになった。その後、彼は何年も彼女のことを思い焦がれていた。彼はその後妻と娘を持ったが、両方死んだ後、彼はマリンチェという女と性交するが、彼女は肉体的に自分の娘と酷似していた。
- フィリッパ・グレゴリー（英語版）のワイドエーカー3部作の内の二つの本『ワイドエーカー（英語版）』(1987年)と『フェイバード・チャイルド（英語版）』(1989年)は、ワイドエーカーの中心的な女性キャラクターベアトリスは、彼女の兄弟のハリーと近親相姦する。彼女の二人の子供ジュリアとリチャードはハリーとの子供である。フェイバード・チャイルドでは、リチャードがジュリアをレイプし、彼女が彼の子供サラ（またはメリドン）を妊娠していることを発見すると、彼女に結婚を迫る。フィリッパ・グレゴリーはまた、彼女の小説『ブーリン家の姉妹』でも兄妹間の近親相姦を描いている。ジョージ・ブーリンは彼の姉妹アンとメアリーの両方とある程度の性関係を持っている。
- A・S・バイアットの中編小説『モルフォ・ユーゲニア（英語版）』(1992年)の終わりでは、 ヴィクトリア朝の自然主義者—最近貴族と結婚した—は、彼の物憂げで蠱惑的な妻と、彼女の兄の間で起こっている進行中の出来事を発見する。
- ケン・フォレットの1989年の小説『大聖堂』と、 同じタイトルの最後のミニシリーズは共に、レディー・レーガンと、彼女の息子ウィリアム・ハムレイとの間の近親相姦関係を描いている。

### 同時代フィクション
- ロレンス・ダレルの『アレクサンドリア四重奏』(1957年–60年)に登場するリザとラディックは姉弟である。彼女がデイヴィッド・モントリブという人と結婚するまで、姉弟は長い間性関係を持っている。
- コーマック・マッカーシーの1968の小説『アウター・ダーク（英語版）』では、近親相姦の結果産まれた子供を森に捨てて妹の元を去った兄のその後の暴力にさらされ続ける人生と自身の子供を探す妹の2つのパートを軸に物語が展開されていく。
- イアン・マキューアンの1978年の小説、『セメント・ガーデン（英語版）』では、両親が突然死し親不在の家で過ごす4人兄弟姉妹がお互いに緊張関係を持ちながら生活する姿が描かれており、その中でも特に主人公のジャックと彼の姉のジュリーの緊張関係が強く、ついには近親相姦に至る。また、マキューアンは『最初の恋、最後の儀式』収録の『自家調達』という短編小説でもごっこ遊びの延長で近親相姦を行ってしまう兄妹を書いている。
- ジョン・アーヴィングの1981年の小説『ホテル・ニューハンプシャー（英語版）』は、ベリー家の生活を記録している。ベリー家の2人の姉弟、ジョンとフラニ―は、大人の時に近親相姦に発展する緊密さを共有する。
- ペネロピ・ライヴリーの1987年の小説『ムーンタイガー（英語版）』では、主人公クラウディア・ハンプトンと彼女の兄弟ゴードンが10代の頃に近親相姦していたことを読者に明らかにする。
- 吉本ばななの1990年の小説『N・P』では、複数の近親相姦関係が描かれている。語り手・主人公の風美は、第88話まで翻訳して自殺した彼女の恋人庄司が取り組んでいた高瀬皿男の英語で描かれた多くの物語の最後の話を翻訳しようとしている。風美は双子の姉弟乙彦と咲と知り合いの萃に出会う。最後の話に到達すると、風美は、萃は高瀬と売春婦の間に生まれた娘であり、また高瀬と性的関係になっていたことを発見し、それが庄司が自殺した理由だと知る[要説明]。風美はまた、萃が乙彦と近親相姦していることを発見する。
- ジョゼフィーン・ハート（英語版）の1991年の小説『ダメージ（英語版）』(ルイ・マルの1992年の映画)は、近親相姦を暗示している。登場人物アンナ(演:ジュリエット・ビノシュ)は、彼女の欲望のために自殺した兄弟と近親相姦したことを示唆している。
- ジェイムズ・エルロイの1992年の小説『ホワイト・ジャズ（英語版）』の主人公、デイヴィッド・ クラインは、彼の姉妹メグと近親相姦している。
- ヘレン・ダンモア（英語版）の『ア・スペル・オブ・ウィンター（英語版）』(1995年) は、孤児であるキャサリン・アレンとロブ・アレンが、祖父の祖国の荒涼たる環境で成長し、その関係が最終的に性的なものに進化する様子を描いている。
- カルロス・ルイス・サフォンの小説『風の影』(2001年)は、兄妹であり互いに愛し合っているフリアン・カラックスとペネロペ・アルダヤに焦点を充てている。性体験の後、ペネロペはデイヴィッドという子を生むことが明らかになった。彼女は、彼女の両親の嫌悪と恥のために、彼女の息子が生まれても彼女の父と母によって無情にも死ぬために放置されている。
- 半陰陽について扱っているジェフリー・ユージェニデスの『ミドルセックス（英語版）』(2002年)は、トルコによるギリシャへの侵攻によってデトロイトに逃れた愛し合う姉弟から、稀な潜性遺伝子を継承した孫を描く。

#### 同意ではない近親者間性関係
- 1796年に出版されたマシュー・グレゴリー・ルイスのゴシック小説『マンク（英語版）』では、主人公、アンブロシオが、後に彼の姉妹であることが判明する少女、アントニアに色欲を抱き、遂にはレイプする。
- ジュディス・クランツの1980年の小説『プリンセス・デイジー（英語版）』では、彼女の半血兄弟にレイプされている女性の描写が含まれる。
- E・アニー・プルーの1993年の小説『シッピング・ニュース（英語版）』と2001年の同名の映画では、アグニス・ハムが12歳の時に彼女の10代の兄弟によって一度レイプされ、その結果妊娠したことが説明される。
- V・C・アンドリュースの『屋根裏部屋の花たち（英語版）』では、上記のようにクリスが妹のキャシーをレイプする。続編の『炎に舞う花びら（英語版）』で、キャシーはクリスとの子を妊娠し、流産する。本の終わりに、彼らは一緒に逃げて結婚する。

### ジュブナイル
- ソーニャ・ハートネットの『スリーピング・ドッグス（英語版）』(1995年)では、兄妹の近親相姦は家族の堕落の唯一の症状であることが描かれる。
- フランチェスカ・リア・ブロック（英語版）の『ウェイストランド（英語版）』(2003年)は、10代の兄妹の近親相姦に焦点を充てている。
- メリッサ・デ・ラ・クルスのジュブナイルシリーズ『ブルーブラッド（英語版）』(2006年)は、一生に一度生まれ変わる吸血鬼と、生まれた時にお互いに恋に落ちるカップルを主題としている。カップルになった準主人公の登場人物の二人は、双子である。
- カサンドラ・クレアの『シャドウハンター（英語版）』シリーズは、自分たちが兄妹だと認識している二人の主人公、クラリーとジェイスが関係を結ぶが、兄妹ではないと明かされる。また、クラリーの本当の兄セバスチャンは彼女に性的な気持ちを持ち、彼は更に関係を深めようと彼女とキスを共有する。

## 文学における親子間の近親相姦
- 1959年の小説『影なき狙撃者』は、エリナ・イズリンと彼女の息子レイモンドの間の近親相姦と、エリナと彼女の父親の初期の近親相姦を描く。ただし、それに基づく2つの映画では近親相姦についてあまり明白にされていない。

### 父娘近親相姦
- シオドア・スタージョンの短編 『もしすべての男が兄弟なら、君は自分の姉妹をそのなかのひとりと結婚させるか?』(1967年)の主人公は、近親相姦が積極的に推奨される世界を訪れ、その結果ユートピアを見つける。危険なヴィジョン（英語版）に寄稿されたスタージョンの後書きによると、文化がある種の'真実'を疑いなく吸収する方法を示しているだけであり、近親相姦 それ自体は偶然扱ったものと述べている。
- ピエル・パオロ・パゾリーニの1975年の映画、マルキ・ド・サドの前述の作品『ソドム百二十日あるいは淫蕩学校』の映画版『ソドムの市』は、父娘間の近親相姦で満ちている。
- ジョージ・ウィルキンズ（英語版）とウィリアム・シェイクスピアの演劇『ペリクリーズ』は、タイトルと同名の登場人物がアンティオキアの王アンタイオカスと彼の娘が近親相姦している事実を知る。
- F・スコット・フィッツジェラルドの小説『夜はやさし（英語版）』(1934年)の登場人物ニコル・ダイヴァーは、彼女の父親との近親相姦の結果神経質になる。
- ラルフ・エリソンの『見えない人間』(1952年)も近親相姦を扱っている。主人公は、小説のある時点で娘が父親によって妊娠した家族と連絡を取る。
- マックス・フリッシュの『ホモ・ファベル（英語版）』(1957年)では、主人公のウォルター・ファベルがサベスと恋に落ちて性的関係になるが、小説の最終章で、彼の娘である芸術学生ハンナと無分別な関係になっていたことを発見する。
- デボラ・モガック（英語版）の1983年の小説『ポーキー（英語版）』の中心的テーマは、11歳の娘への父親による虐待と、これが後の人生に与える影響である。
- グレアム・スウィフトの1983年の小説『ウォーターランド（英語版）』の主人公、ディック・クリックは、母親と祖父の息子である。
- 1985年のジョン・アーヴィングの小説『サイダーハウス・ルール』では、リンゴ農家の主任収穫者であるミスター・ローズは、娘のローズ・ローズと近親相姦しており、彼女は妊娠している。
- ポピー・Z. ブライト（英語版）の1992年の小説『ロスト・ソウル（英語版）』は、二組の大人・子供間の近親相姦がある。ウォレス・クリーチは、彼の若い大人の娘ジェシーと眠り、吸血鬼のジラは息子と深い性的関係を持っている。
- 韓国のスリラー、オールド・ボーイは、父娘の近親相姦を主なプロット一つとして挙げている。
- 1981年に刊行されたコバルト文庫の『恋の罪』（田中雅美著）では、父と娘の近親相姦と妊娠が描かれる。
- 2007年の桜庭一樹の小説『私の男』では、父と娘の近親相姦が描かれる。桜庭はこの作品で第138回（2007年下半期）直木賞を受賞した。

#### 性的虐待
- シドニィ・シェルダンの『よく見る夢（英語版）』(1998年)の主人公、アシュレイ・パターソンは、父親から受けた性的虐待によって解離性同一性障害を発症している。
- トニ・モリスンの『青い眼が欲しい 』(1970年)では、ラルフ・エリソンの『見えない人間』の父娘近親相姦で描写されているような合意の近親相姦ではなく、性的虐待を描いている。
- ジェシーはスティーヴン・キングの1992年の小説、『ジェラルドのゲーム』の中心的なキャラクターである。彼女は10歳の時に父親から性的虐待を受けている。
- サファイア（英語版）のデビュー小説『プッシュ（英語版）』(1996年)と、それに基づいたガボレイ・シディベ主演の映画『プレシャス』の両方で、主人公プレシャスは自分の父親との間に2人の子供がいる。彼女はまた、自分の母親から性的虐待を受けている。
- シャロン・ドライパー（英語版）の1997年の小説『フォージド・バイ・ファイア（英語版）』の登場人物、エンジェルは、ジェラルドの義父でもある父親によって絶えず性的虐待されている。ジェラルドとエンジェルの母親は、自分の子供ジョーダンに注意を払っているので、彼らの話を聞かない。
- イーディス・ウォートンの未発表の短編小説『ベアトリス・パルマート』（1919年頃）の草案は、父親による娘のレイプが描かれている[106]。
- アリス・ウォーカーのピューリッツァー賞受賞作『カラーパープル』では、貧しいアフリカ系アメリカ人の女性セリー・ハリスが若い頃から、彼女の父親アルフォンソ・"ジェームス"・ハリスによって性的虐待を受けている。彼女は14歳で父親との間に2人の子供を持っていた。両親はセリーが子供を出産する頃、彼女から離れた。彼女の父親は結局彼女を奴隷のように扱い、肉体的及び性的虐待の"ミスター"としてのみ知られるアルバート・ジョンソンという若くて裕福な地方の男やもめと結婚することを命じる。
- 2005年の深町秋生の長編『果てしなき渇き』では、娘を強姦した元警官である父の姿が描かれる。

### 父息子近親相姦

#### 性的虐待
- エレーヌ・マリー・アルフィン（英語版）によって書かれた『カウンターフィット・ソン（英語版）』(2000年)の登場人物は、14歳のキャメロン・ミラーである。彼は、20人以上の若い男を殺したシリアルキラーの父親から、生涯にわたって性的虐待を受けている。
- ジム・グリムズリー（英語版）の『ドリーム・ボーイ（英語版）』では、思春期のネイサンは酔っぱらった父親から性的虐待を受けている。彼の母親はそのことを知っているが、何もしない。

### 母息子近親相姦
- 近親相姦は、タイトル・ロールの登場人物が知らずに父親を殺して母親と結婚するギリシア神話が基になっているソポクレスの悲劇『オイディプス王』において重要な要素である。この行動は、ジークムント・フロイトが全ての人の心理の深層に根付いているエディプスコンプレックスであると分析して20世紀に大きな功績を見せた。その女性の対応概念はエレクトラコンプレックスという。近親相姦はまた、オイディプスと彼の母親の間に生まれた4人の子供たちの人生を描いた『オイディプス王』の続編、『アンティゴネー』においても大きな役割を果たしている。主人公は、両親のために自分と自分の兄弟が呪われていると信じている娘、アンティゴネーである。また、アンティゴネーはいとこであるハイモンと婚約している（しかし、当時の文化では近親相姦ではなく、今日でも世界の他の地域において近親相姦だとは考えられていない）。
- ジョン・アーヴィングの『ひとりの体で（英語版）』(2012年)では、母息子間の近親相姦が描かれる。母息子の近親相姦は、身体的には男性だが精神的には女性の、遺伝上の男性がジェンダーにおける不快感を解決するために行った失敗した試みだった。息子は結局変わらないままだった。
- ジョルジュ・バタイユの『マイ・マザー』は、母親と息子の関係を繋ぐ年代の物語である。クリストフ・オノレの映画『ジョルジュ・バタイユ ママン』はこの本に基づいている。
- ネビュラ賞とヒューゴー賞にノミネートしたピアズ・アンソニイの1967年のSF小説、『クトーン（英語版）』は、主人公アトン・ファイブはカップルになる前に、彼を誘惑してきた女性が母親であることを見抜き、最終的にマリスの愛を獲得する。
- ピート・ハミルの1977年の小説『ボクサー』は、母息子間の近親相姦と、両方が経験するその結果を扱う。それはアダルト映画の『タブー』シリーズに直接影響を与えたと考えられている[要出典]。
- 1994年のデヴィッド・O・ラッセルの小説『Spanking the Monkey』（通称：猿たたき）では、母と息子の近親相姦が描かれる。

#### 同意ではない近親者間性関係
- 2010年のフランス・カナダ合作映画『灼熱の魂』では双子の姉弟が死んだ母親の遺言に基づいて兄と父親を捜すためにレバノンに足を踏み入れる。母親はキリスト教過激派として活動していたが1970年に投獄され、レイプを受けるが、そのレイプを行った人物は彼女の息子だった。双子は彼らが1970年に母親と息子の近親相姦によって生まれたと発見する。彼らは、母親が用意した二つの封筒(フランス語で"父に"と"息子に"と書かれている)に書かれている兄と父は、一人の人物を指していたと知る。
- J.T.リロイの『サラ、いつわりの祈り 』(2001年)では、5歳のエレミヤは売春婦の母親から肉体的・性的虐待を受けている。

## 文学における他の大人子供間の性関係
- チャック・パラニュークの小説『ラント（英語版）』の主要な筋の一つでは、近親相姦とタイムトラベルの組み合わせを特徴としている。父、祖父、曾祖父をタイムトラベルによって一人にすることによって、自分自身の遺伝的な能力を大きく高めることができる。このような過程の産物である主人公は、例えば、嗅覚能力が大きく拡張されたり、知覚も優れるようになり、疼痛及び中毒の耐性も強くなる。
- ロバート・A・ハインラインの2つの小説は、近親相姦を扱っている。『宇宙に旅立つ時』では、トム・バートレットが光速に近い速度で移動する宇宙旅行から帰って来た後、彼女が赤ん坊の時からテレパシーで知っていた姪の孫娘と結婚する。『栄光の道（英語版）』では、主人公が母親とその娘達（18歳と13歳）から性的なアプローチを受ける―彼らの文化的基準では、多くの妻を受け入れた者が多くの賞賛を受ける―が、地上の束縛を受けるため、主人公はそれらの申し出を拒否するという不名誉を犯す。
- ジョイス・キャロル・オーツの小説、『ファースト・ラブ: ア・ゴシック・テイル（英語版）』は、11歳のジョージーが彼女の大人のいとこ、ジャレッドの虐待的・性的関係を表現している。彼女が母親と叔母から受ける心理的・肉体的虐待は、ジョージーにジャレッドによる性的虐待が彼女に対する一種の愛情表明だと信じさせる。
- 近親相姦は、実行・想像問わずウィリアム・フォークナーの作品にも多く登場する。『行け、モーセ（英語版）』、『響きと怒り』と『サンクチュアリ』が例である。